# 陳志喆
陳志喆（1856-1936），江西省南昌府進賢縣人，清朝政治人物、進士出身。
光緒十二年（1886年），参加光緒丙戌科殿試，登進士二甲31名。同年五月，改翰林院庶吉士。光緒十六年四月，散館，著以知县即用。
光宣年间，陈志喆先后担任广西兴业、湖南新宁、广东博罗、四川江油等地知县，因办事干练而被湖南巡抚吳大澂等人赞赏。
民国初年，曾担任三年江西省议员，之后一度辞官，但到1918年，当年跟陈科举同年，进士出身的徐世昌出任大总统后，陈写信给徐想谋得江西省教育厅长一职，但徐斟酌再三，通过与其关系不错的江西督军陈光远任命陈志喆为江西省通志局局长，结果很好发挥其才能，不光纂修《江西通志》，而且跟陈光远联谱并修成《陈氏大成谱》。
后来陈退休，1936年庆祝八十大寿不久，便过世。